# 島田昭仁
島田 昭仁（しまだ あきひと、1965年 - ）は、日本の都市工学者。東京大学大学院工学系研究科都市工学専攻博士課程修了、工学博士。専門は都市計画、まちづくり、コミュニティオーガニゼーション、コミュニティアセスメント、小集団の会話分析。

## 経歴
鹿児島県出身。母、陽子が大隅宇都宮家の末裔のため幼少期を鹿児島市、鹿屋市で過ごす。父義昭は海上自衛隊勤務のパイロット（後にジェットエンジンのエンジニア）で全国を転勤した（最後は海上自衛隊厚木航空基地第3航空隊、第4整備支援隊隊長を歴任）ため、少・青年期は神奈川県で過ごす。現在は東京都杉並区在住。義祖父に戸坂潤がいる。
神奈川県立湘南高等学校を経て
1986年　東京大学　稲上毅からパーソンズ、マートンなどのアメリカ社会学を、高尾利数と壽福眞美からカント、ヘーゲルなどのドイツ社会思想を教わる。
1989年　北京大学に留学を試みるも天安門事件の余波を受けて断念。8月に帰国。
1991～2000年　民間研究所主任研究員を経てNPO法人コミュニティ科学ネットワークを設立。
2001年　法政大学大学院社会科学研究科政策科学専攻修士課程入学　岡本義行、田村明、松下圭一らに学ぶ。
2003年　同修了
2005年～　東京大学大学院工学系研究科都市工学専攻協力研究員、東京大学大学院都市工学専攻博士課程（大方・小泉研究室）を経て　2016年、工学博士。
２017年　サンタクララ大学 SCU Leavey school of business 修了

## 受賞歴
- 1998年－設計コンペ「花と庭と展望庭園デザイン」百段苑部門　入賞（共著）　兵庫県主催　審査委員長安藤忠雄
- 1998年 – 国際設計コンペ「新国会議事堂」優秀賞（共著）　旭硝子主催　審査委員長黒川紀章
- 2011年 – 2010年度小柴昌俊科学教育賞奨励賞（院生サークル団体BAPとして）[4]
- 2015年 – 宮島口まちづくり国際コンペ　優秀賞（共著）　広島県・廿日市市主催　審査委員長 岸井隆幸　委員 安藤忠雄ほか [5]

## 著書・学術誌
- 『規範理論の探求と公共圏の可能性』第9章　舩橋晴俊・壽福眞美 編　法政大学出版局 　2013[6]
- 『コミュニティデザイン学』第3章　小泉秀樹編　東京大学出版会　2016
- 『知の史的探究』島田・柳・奥谷・千葉編著　八千代出版　2017
- 『住民主権の都市計画』岩見・波多野・島田・今西・遠藤著　自治体研究社　2019
- 『都市計画学会論文集No.42-3』（319～324頁）日本都市計画学会 2007[7]
- 『都市計画学会論文集No.48-3』（249～254頁）日本都市計画学会 2013[7]
- 『地域社会学年報第27集』（61～75頁）日本地域社会学会 2014[7]
- 『計画行政39巻第1号』（41～48頁）日本計画行政学会2016[7]
- 『社会志林Vol.63.4』 （213－234頁）法政大学社会学部2017